# Eliglustat
Eliglustat (INN, USAN;  Tên thương mại Cerdelga) là một điều trị cho bệnh Gaucher phát hiện tại Đại học Michigan và phát triển bởi Genzyme Corp đã được sự chấp thuận của FDA Tháng Tám năm 2014.  Thường được sử dụng như muối tartrate, hợp chất được cho là hoạt động bằng cách ức chế glucosylceramide synthase. Theo một bài báo trên Tạp chí của Hiệp hội Y khoa Hoa Kỳ, liệu pháp giảm chất nền bằng miệng đã dẫn đến "sự cải thiện đáng kể về thể tích lách, nồng độ hemoglobin, thể tích gan và số lượng tiểu cầu" ở những người trưởng thành không được điều trị với bệnh Gaucher Loại 1.

## Giá cả
Trong năm 2014, chi phí hàng năm của eliglustat uống hai lần một ngày là $ 310,250. Imiglucerase hàng đầu của Genzyme (tên thương hiệu Cerezyme) có giá khoảng 300.000 đô la cho thuốc tiêm tĩnh mạch nếu uống hai lần một tháng. Chi phí sản xuất cho eliglustat thấp hơn một chút so với imiglucerase. Genzyme duy trì mức giá cao hơn cho các loại thuốc mồ côi mà tối đa thường được các công ty bảo hiểm trả tiền để duy trì bền vững về mặt tài chính.